# ФИДЕ Гран при 2019
ФИДЕ Гран при 2019 је серија од четири шаховска турнира који чине део квалификационог циклуса за Меч за звање шампиона света у шаху 2020. Двоје најбољих који се још нису квалификовали, квалификују се за Турнир кандидата у шаху 2020. Најбољи неквалификовани такмичар има право на wild card. Серију организује World Chess, раније познат као Агон. Александар Гришчук је освојио ФИДЕ Гран при 2019. и тако постао први играч који се квалификовао на турнир кандидата путем овог догађаја. Јан Непомњашчи, који је завршио на другом месту, био је други квалификант, док је Максим Вашие-Лаграв, који је завршио трећи, стекао право на wild card.

## Формат
21 шахиста је позван да учествује на ФИДЕ Гран приу. Свако од њих учествује на три од четири заказана турнира. На сваком турниру учествује 16 играча. Сва четири турнира су по нокаут систему, у истом формату као Светски куп у шаху.
У сваком колу турнира шахисти играју две класичне партије са контролом времена – 90 минута за 40 потеза, затим 30 минута до краја партије са додатком по 30 секунди за сваки потез, почевши од првог. Уколико је после две партије резултат у мечу остао изједначен, одређен је тај-брејк који је требало да се игра следећег дана. Тај-брејк је одигран по таквом систему:
- Две партије у брзом шаху (25 минута са додатком од 10 секунди). (R1.1; R1.2)
- Ако резултат остане нерешен након две брзе партије, играју се још две партије са 10-минутном контролом са додатком од 10 секунди по потезу. (R2.1; R2.2)
- Ако резултат остане нерешен после четири партије у брзом шаху, противници играју две партије у блиц са контролом од пет минута и три секунде додавања. (B1:	B2)
- Ако резултат у овом случају остане нерешен, онда се именује такозвана партија смрти (или „Армагедон“), у којој бели пет минута, црни четири, али се реми у партији сматра победом црних. Почевши од 61. потеза, у партији смрти појављује се додатак од две секунде. (А)

### Додела бодова и тај брејк
Играчи добијају Гран при бодове на следећи начин:
| Рунда                            | Гран при бодови points |
| -------------------------------- | ---------------------- |
| Победник                         | 8                      |
| Другопласирани                   | 5                      |
| Полуфинални поражени             | 3                      |
| Поражени у 2. колу               | 1                      |
| Поражени у 1. колу               | 0                      |
| Сваки меч добијен без тај-брејка | +1                     |

Два играча са највише Гран при бодова су се квалификовала за Турнир кандидата у шаху 2020. У случају изједначеног броја Гран при бодова, примењују се следећи тај брејкови, по редоследу:
1. Број освојених турнира (ТВ1);
2. Број других места (губитак у финалу) (ТВ2);
3. Број постигнутих поена у партијама са класичном контролом времена (ТВ3);
4. Директан резултат, у смислу партија, између изједначених играча;
5. Извлачење жреба.

### Новчане награде
Новчана награда износи 130.000€ за поједине етапе Гран приа, са додатних 280.000€ за укупни пласман на Гран приу са укупним наградним фондом од 800.000€.
За сваки појединачни турнир, новчана награда је: 24.000€ за победника, 14.000€ за другопласираног, 10.000€ за поражене у полуфиналу, 8.000€ за губитнике у 2. колу и 5.000€ за губитнике у 1. колу.
За коначан пласман на нивоу Гран приа, новчана награда је 50,000€ за 1, 45,000€ за 2, и тако даље у корацима од 5,000€ до 10,000€ за 9, као и 10,000€ за 10. место. Новчана награда за играче са једнаким Гран при бодовима се дели.

### Датуми и локације
Датуми и локације турнира су следећи:
- Москва, Русија, 17–29. мај 2019;
- Рига, Летонија, 12–24. јул 2019;
- Хамбург, Немачка, 5–17. новембар 2019;
- Јерусалим, Израел, 11–23. децембар 2019.

## Учесници
На Гран прију ће играти 22 играча. Њих 20 се квалификује по рејтингу (према просеку 12 месечних рејтинг листа од фебруара 2018. до јануара 2019. године, са изједначеним резултатом према броју одиграних партија у том периоду), а једног играча по турниру номинује организатор. World Chess је номиновао истог играча, Данила Дубова, за прва три турнира, и он ће стога имати право да учествује у рангирању Гранд при серије.
Листа квалификатора за рејтинг објављена је 25. јануара 2019. Пет играча се квалификовало, али је одбило своје позиве за учешће: Магнус Карлсен, Фабијано Каруана, Дин Лирен, Владимир Крамник и Вишванатан Ананд. Карлсен и Каруана нису имали потребу да играју на турниру (Карлсен као светски шампион, а Каруана се већ квалификовао за турнир кандидата); Динг Лирен је практично био сигуран да ће се квалификовати јер је био трећи на рејтинг листи иза Карлсена и Каруане.
Главна листа од 21 играча (20 квалификационих по рејтингу, плус номиновани од организатора Дубов) и њихов распоред објављени су 19. фебруара.
Још један играч је номинован само за турнир у Јерусалиму, у координацији са Израелском шаховском федерацијом, а његов резултат неће бити рачунат у рангирање за Гран при серију. Борис Гељфанд је проглашен за учесника на турниру у Јерусалиму 25. октобра.
Тејмур Раџабов и Левон Аронјан су се повукли са последњег турнира Гран прија из медицинских разлога, а заменили су их Ван Хао и Дмитри Андрејкин.
| Учесник             | Држава     | Квалификациони метод    | Просечан рејтинг                      | Игра на турнирима |
| ------------------- | ---------- | ----------------------- | ------------------------------------- | ----------------- |
| Шакријар Мамеђаров  | Азербејџан | рејтинг (3)             | 2812{\displaystyle {\tfrac {1}{6}}}   | 1,2,4             |
| Максим Вашие-Лаграв | Француска  | рејтинг (6)             | 2783{\displaystyle {\tfrac {5}{6}}}   | 2,3,4             |
| Аниш Гири           | Холандија  | рејтинг (7)             | 2779{\displaystyle {\tfrac {3}{4}}}   | 1,2,4             |
| Весли Со            | САД        | рејтинг (8)             | 2778{\displaystyle {\tfrac {11}{12}}} | 1,2,4             |
| Левон Аронјан       | Јерменија  | рејтинг (9)             | 2773{\displaystyle {\tfrac {1}{12}}}  | 1,2               |
| Александар Гришчук  | Русија     | рејтинг (11)            | 2767{\displaystyle {\tfrac {11}{12}}} | 1,2,3             |
| Хикару Накамура     | САД        | рејтинг (12)            | 2767{\displaystyle {\tfrac {5}{6}}}   | 1,2,3             |
| Сергеј Карјакин     | Русија     | рејтинг (13)            | 2766{\displaystyle {\tfrac {1}{12}}}  | 1,2,4             |
| Ју Јанги            | Кина       | рејтинг (14)            | 2761{\displaystyle {\tfrac {5}{12}}}  | 2,3,4             |
| Јан Непомњашчи      | Русија     | рејтинг (15)            | 2758                                  | 1,3,4             |
| Пјотр Свидлер       | Русија     | рејтинг (16)            | 2751{\displaystyle {\tfrac {3}{4}}}   | 1,2,3             |
| Тејмур Раџабов      | Азербејџан | рејтинг (17)            | 2751{\displaystyle {\tfrac {3}{4}}}   | 1,3               |
| Веселин Топалов     | Бугарска   | рејтинг (18)            | 2744{\displaystyle {\tfrac {7}{12}}}  | 2,3,4             |
| Дмитри Јаковенко    | Русија     | рејтинг (19)            | 2739{\displaystyle {\tfrac {3}{4}}}   | 1,3,4             |
| Давид Навара        | Чешка      | рејтинг (20)            | 2737{\displaystyle {\tfrac {1}{2}}}   | 2,3,4             |
| Радослав Војташек   | Пољска     | рејтинг (1. резерва)    | 2734{\displaystyle {\tfrac {1}{2}}}   | 1,3,4             |
| Веј И               | Кина       | рејтинг (2. резерва)    | 2733{\displaystyle {\tfrac {11}{12}}} | 1,3,4             |
| Јан-Кшиштоф Дуда    | Пољска     | рејтинг (3. резерва)    | 2733                                  | 1,2,3             |
| Пентала Харикришна  | Индија     | рејтинг (4. резерва)    | 2732{\displaystyle {\tfrac {11}{12}}} | 2,3,4             |
| Никита Витјугов     | Русија     | рејтинг (5. резерва)    | 2726{\displaystyle {\tfrac {11}{12}}} | 1,2,3             |
| Ван Хао             | Кина       | рејтинг (10, резерва)   | 2715{\displaystyle {\tfrac {1}{3}}}   | 4                 |
| Дмитри Андрејкин    | Русија     | Номинација организатора | 2711{\displaystyle {\tfrac {2}{3}}}   | 4                 |
| Данил Дубов         | Русија     | Номинација организатора | 2698{\displaystyle {\tfrac {5}{12}}}  | 1,2,3             |
| Борис Гељфанд       | Израел     | Номинација организатора | 2691{\displaystyle {\tfrac {1}{3}}}   | 4                 |

## Табела ФИДЕ Гран при 2019.
Следећа табела приказује укупан пласман на ФИДЕ Гран при 2019.. Два најбоља играча су се квалификовала за Турнир кандидата.
|          | Играч                           | Москва | Рига | Хамбург | Јерусалим | Укупно ГП бодови | TB1 | TB2 | TB3 | Новчане награде |
| -------- | ------------------------------- | ------ | ---- | ------- | --------- | ---------------- | --- | --- | --- | --------------- |
| 1        | Александар Гришчук (Русија)     | 7      | 3    | 10      |           | 20               | 1   | 1   | 12½ | 98,000€         |
| 2        | Јан Непомњашчи (Русија)         | 9      |      | 0       | 10        | 19               | 2   | 0   | 10  | 94,000€         |
| 3        | Максим Вашие-Лаграв (Француска) |        | 8    | 5       | 3         | 16               | 0   | 1   | 11½ | 74,000€         |
| 4        | Шакријар Мамеђаров (Азербејџан) | 0      | 10   |         | 0         | 10               | 1   | 0   | 6½  | 69,000€         |
| 5        | Јан-Кшиштоф Дуда (Пољска)       | 0      | 1    | 7       |           | 8                | 0   | 1   | 8   | 57,000€         |
| 6        | Веј И (Кина)                    | 2      |      | 0       | 5         | 7                | 0   | 1   | 6½  | 52,000€         |
| 7        | Весли Со (САД)                  | 1      | 3    |         | 2         | 6                | 0   | 0   | 7   | 46,000€         |
| 8 (tie)  | Данил Дубов (Русија)            | 2      | 0    | 3       |           | 5                | 0   | 0   | 6   | 34,666.66€      |
| 8 (tie)  | Радослав Војташек (Пољска)      | 5      |      | 0       | 0         | 5                | 0   | 0   | 6   | 34,666.66€      |
| 10       | Давид Навара (Чешка)            |        | 0    | 1       | 4         | 5                | 0   | 0   | 5½  | 34,666.66€      |
| 11       | Пјотр Свидлер (Русија)          | 2      | 0    | 2       |           | 4                | 0   | 0   | 5½  | 21,000€         |
| 12       | Веселин Топалов (Бугарска)      |        | 1    | 2       | 0         | 3                | 0   | 0   | 4½  | 21,000€         |
| 13       | Хикару Накамура (САД)           | 3      | 0    | 0       |           | 3                | 0   | 0   | 4   | 20,000€         |
| 14       | Сергеј Карјакин (Русија)        | 0      | 1    |         | 1         | 2                | 0   | 0   | 4½  | 21,000€         |
| 15       | Ју Јанги (Кина)                 |        | 1    | 1       | 0         | 2                | 0   | 0   | 4   | 21,000€         |
| 16       | Дмитри Јаковенко (Русија)       | 0      |      | 0       | 1         | 1                | 0   | 0   | 3   | 18,000€         |
| 17 (tie) | Аниш Гири (Холандија)           | 0      | 0    |         | 0         | 0                | 0   | 0   | 2½  | 15,000€         |
| 17 (tie) | Никита Витјугов (Русија)        | 0      | 0    | 0       |           | 0                | 0   | 0   | 2½  | 15,000€         |
| 17 (tie) | Пентала Харикришна (Индија)     |        | 0    | 0       | 0         | 0                | 0   | 0   | 2½  | 15,000€         |
| 20       | Тејмур Раџабов (Азербејџан)     | 0      |      | 0       |           | 0                | 0   | 0   | 2   | 10,000€         |
| 21       | Левон Аронјан (Јерменија)       | 0      | 0    |         |           | 0                | 0   | 0   | 1½  | 10,000€         |

| Легенда табеле поредка | Легенда табеле поредка                           | Легенда табеле поредка | Легенда табеле поредка                        | Легенда табеле поредка | Легенда табеле поредка                                   | Легенда табеле поредка | Легенда табеле поредка | Легенда табеле поредка | Легенда табеле поредка | Легенда табеле поредка | Легенда табеле поредка |
| Играч                  | Играч                                            | Играч                  | Играч                                         | Играч                  | Играч                                                    | Резултат               | Резултат               | Резултат               | Резултат               | Резултат               | Резултат               |
| ---------------------- | ------------------------------------------------ | ---------------------- | --------------------------------------------- | ---------------------- | -------------------------------------------------------- | ---------------------- | ---------------------- | ---------------------- | ---------------------- | ---------------------- | ---------------------- |
|                        | Квалификован за турнир кандидата путем Гран приа |                        | Квалификован за турнир кандидата другим путем |                        | Није се квалификовао за турнир кандидата путем Гран приа |                        | Није учествовао        |                        | Изгубио у четвртфиналу |                        | Изгубио у финалу       |
|                        | Квалификован за турнир кандидата путем Гран приа | Изгубио у првом колу   | Квалификован за турнир кандидата другим путем |                        | Није се квалификовао за турнир кандидата путем Гран приа | Изгубио у полуфиналу   |                        | Победник               |                        |                        |                        |

Раџабов се квалификовао за турнир кандидата победом на Светском купу у шаху 2019. Гири и Максим Вашие-Лаграв су се квалификовали на основу својих рејтинга. У почетку је изгледало да је Максим Вашие-Лаграв изгубио шансу да се квалификује за кандидате када је Јан Непомњашчи освојио финални Гран при турнир; али Вашие-Лаграв је био прва резерва и квалификовао се када се Раџабов повукао.